# Alpenus nigropunctatus
Alpenus nigropunctatus is een vlinder uit de familie spinneruilen (Erebidae), onderfamilie beervlinders (Arctiinae). De wetenschappelijke naam van de soort is, als Eminaria nigropunctata, voor het eerst geldig gepubliceerd in 1908 door Bethune-Baker.
Deze nachtvlinder komt voor in tropisch Afrika.